# Miko Lepilampi
Miko Lepilampi (fin. Mikko Leppilampi; 22. septembar 1978. Palkane, Finska) je finski glumac i muzičar. 

## Biografija
Primljen je na glumačku akademiju Finske 2000. godine. Godine 2003. Miko po prvi put nastupa u filmu „Pigs and Pearls“, koji je režirao finski režiser Pertu Lepa. Ta uloga je pomogla Miku da dobije nagradu za najbolju mušku ulogu finske filmske akademije 2004. godine. Od tog perioda Miko se konstantno pojavljuje u finskim filmovima, TV stanicama i pozorištima. Godine 2007. bio je glavni domaćin evropskog takmičenja za pesmu Evrovizije.

## Diskografija
Godine 2006. Miko izdaje svoj prvi solo-album kao muzički umetnik, tako da se oprobao i u muzičkim vodama.

## Filmografija
- , 2006.
- , 2005.
- , 2005.
- , 2005.
- , 2004.
- , 2003.

## Spoljašnje veze
- Zvanična stranica